# Джон Джеймс Юз (монета)
«Джон Джеймс Юз» — ювілейна монета номіналом 2 гривні, випущена Національним банком України. Присвячена британському гірничому інженеру, металургу, промисловцю, засновнику металургійного заводу, навколо якого утворилось селище Юзівка (до 1924 року), нині — місто Донецьк.
Монету було введено в обіг 18 липня 2014 року. Вона належить до серії «Видатні особистості України».

## Опис та характеристики монети
| Номінал грн. | Метал      | Маса, грам | Діаметр, мм. | Якість виготовлення       | Гурт     | Тираж, штук |
| ------------ | ---------- | ---------- | ------------ | ------------------------- | -------- | ----------- |
| 2            | нейзильбер | 12,8       | 31           | спеціальний анциркулейтед | рифлений | 20 000      |

### Аверс
На аверсі монети розміщено: угорі малий Державний Герб України та напис півколом «НАЦІОНАЛЬНИЙ БАНК УКРАЇНИ»; у центрі — стилізовану композицію, що відображає виробництво; праворуч — рік карбування монети «2014», ліворуч — логотип Монетного двору Національного банку України; унизу номінал — «2/ГРИВНІ».

### Реверс
На реверсі монети зображено портрет Джона Джеймса Юза, праворуч від якого розміщено стилізований напис «ДЖОН/ДЖЕЙМС/ЮЗ/» та роки його життя «1814–1889».

## Автори

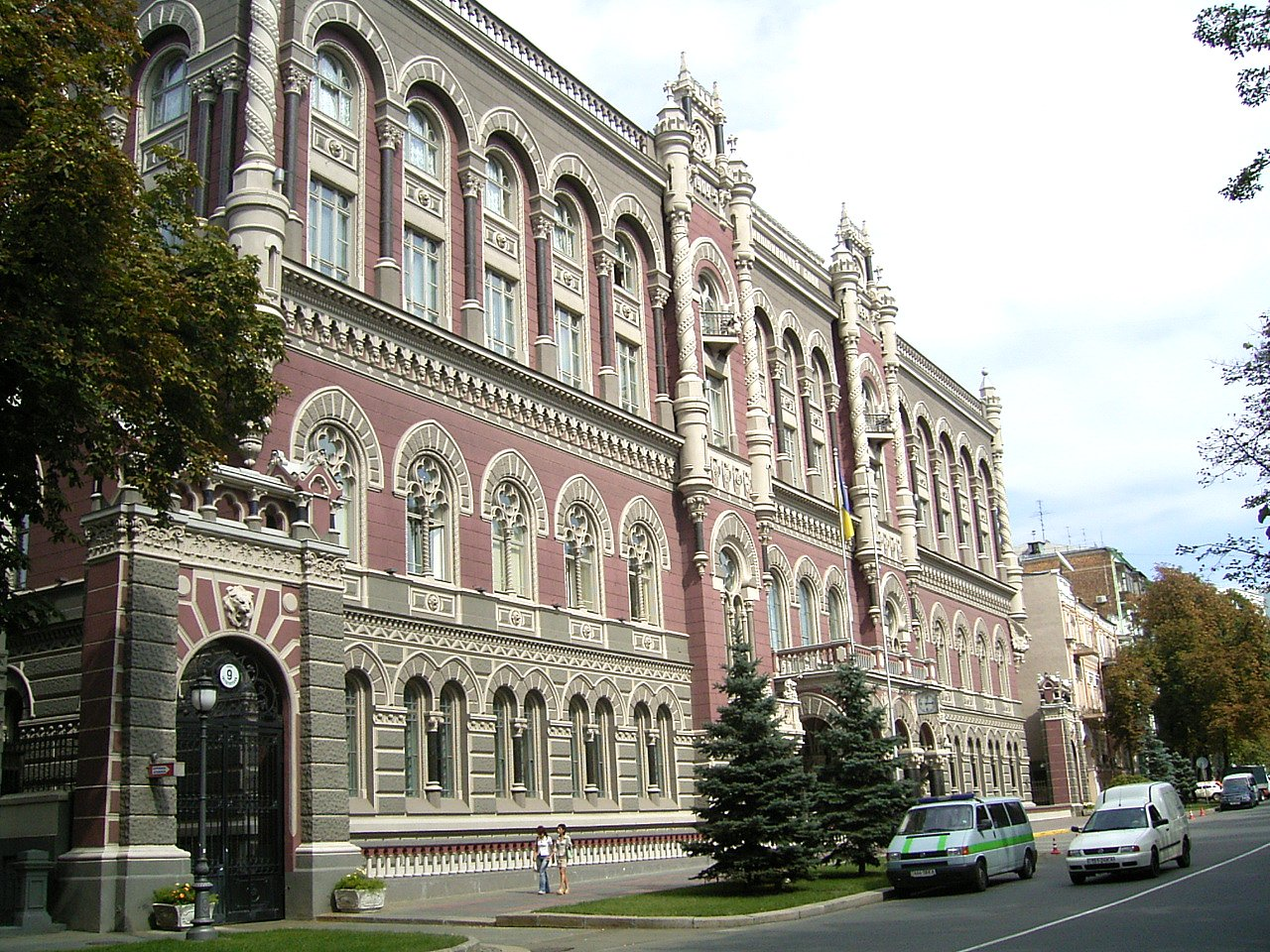
Будівля Національного банку України

- Художники: Таран Володимир, Харук Олександр, Харук Сергій.
- Скульптори: Іваненко Святослав, Атаманчук Володимир.

## Вартість монети
Під час введення монети в обіг 2014 року, Національний банк України реалізовував монету через свої філії за ціною 20 гривень.
Фактична приблизна вартість монети, з роками змінювалася так:
| Рік        | 2015 | 2016 | 2017 | 2018 | 2019 | 2020 | 2021 | 2022 | 2023 | 2024 | 2025 |
| ---------- | ---- | ---- | ---- | ---- | ---- | ---- | ---- | ---- | ---- | ---- | ---- |
| Ціна, грн. | 45   | 50   | 185  | 170  | 160  | 160  | 160  | 160  | 190  | 330  | 340  |